# 大江光 (スノーボーダー)
大江 光（おおえ ひかる、1995年8月3日 - ）は、日本のスノーボード選手。富山県富山市出身。
龍谷富山高等学校卒業後、ランプジャックスノーボードクラブ所属。身長155cm、体重50kg。ハーフパイプに出場。

## 来歴
小学校1年のときにスノーボードをはじめ、2010年の全日本選手権で3位、2011年の全日本選手権で優勝、4月の龍谷富山高校1年の時にイタリアで行われたジュニア世界選手権で2位になり、2012年1月のオーストリアのユースオリンピックで優勝。
器械体操のトレーニングを積み富山県大会で優勝経験も持つ。
2013年の全日本選手権で2位になりこのシーズンの2014年2月のストーンハムのスノーボード・ワールドカップで3位になり初のワールドカップ表彰台に上がった。
2015-16年シーズン8月末の開幕戦のCardronaのワールドカップで2位になった。2016年1月、ワールドスノーボードツアーのエリート大会の一つスイスのラークスで行われたLAAX OPENに予選が免除される招待選手として出場、準決勝を2位で通過し決勝では3本目で3位に付けた。2月のX GAMESのオスロ大会に初招待され5位。

## 主な成績
- 2014年 Burton High Fives! HP 3位
- 2014年 W杯ストーンハム大会 HP 3位
- 2013年 全日本スキー選手権大会 HP 2位
- 2012年 ユース五輪 HP 1位
- 2011年 ジュニア世界選手権 HP 2位
- 2011年 全日本スキー選手権大会 HP 1位
- 2010年 全日本スキー選手権大会 HP 3位
- 2015年 W杯Cardrona大会 HP 2位
- 2013年 HASCO presents PSA OPEN HP 1位
- 2014年 北海道選手権 HP 1位
- 2013年 北海道選手権 HP 1位
- 2016年 LAAX OPEN HP 3位
- 2016年 Burton US OPEN HP 7位

## 広告出演
- ケーブルテレビ富山